# A Terra dos Meninos Pelados
A Terra dos Meninos Pelados é um livro de contos infanto-juvenis de Graciliano Ramos publicado, no formato de livro, em 1939.
Escrito em 1937, A Terra dos Meninos Pelados recebeu o Prêmio de Literatura Infantil do Ministério da Educação, numa primeira edição que não no formato de livro, como publicado em 1939.

## Sinopse
Conta a história um menino chamado Raimundo, que era careca e tinha um olho azul  e outro preto.
.
Por ser considerado estranho, seus vizinhos não falam com ele e o apelidam de Raimundo Pelado. Por não ter amigos, começa a falar sozinho, cria um país imaginário chamado Tatipirun, onde as pessoas têm um olho preto e outro azul, onde não existem cabelos em suas cabeças, e onde as plantas e animais falam.
Quando Raimundo "chega" na cidade de Tatipirun se depara com um carro vindo em sua direção, e acha que vai ser atropelado. No entanto, o carro fala com ele, e "explica" (os carros, animais, plantas e outros falam) que em Tatipirun ninguém é machucado nem ofendido por conta de seu comportamento, por mais aparentemente esquisito que possa ser.
Andando um pouco mais, Raimundo se depara com a Laranjeira. Ele diz que a laranjeira tem espinhos e ela se sente ofendida, mas, com um pedido de desculpa, tudo se resolve.
A seguir ele vêm a encontrar outros personagens, como o Tronco Baixinho, a Dona Aranha Vermelha, entre outros.

## História
Escrito por Graciliano logo após este ser liberto da prisão da Ilha Grande, num quarto de pensão no Rio de Janeiro, onde residia com a esposa e filhas, a obra lhe rendeu um prêmio do então chamado Ministério de Educação e Cultura, ainda em 1937.
No ano seguinte iria elaborar o romance Vidas Secas e apenas em 1946 é que cuidaria de iniciar Memórias do Cárcere, publicado apenas em 1953.